# Caryocar nuciferum
Caryocar nuciferum är en tvåhjärtbladig växtart som beskrevs av Carl von Linné. Caryocar nuciferum ingår i släktet Caryocar och familjen Caryocaraceae. Inga underarter finns listade i Catalogue of Life.